# Archibald Clavering Gunter
Archibald Clavering Gunter (* 25. Oktober 1847 in Liverpool, England; † 24. Februar 1907 in New York City, USA) war ein US-amerikanischer Schriftsteller mit englischen Wurzeln.

## Leben
Gunter war der Sohn von Henry Gunter (1814–1856) und dessen Ehefrau Elizabeth Sharples Provines (1829–1900). 1853 kam er mit sechs Jahren zusammen mit seinen Eltern in die USA. Sie wohnten für kurze Zeit in New York und ließen sich dann in Kalifornien nieder. Dort absolvierte Gunter seine Schulzeit und begann anschließend an der School of Mines (University of California, Berkeley) zu studieren. 
Nach seinem Abschluss als Bauingenieur für die Central Pacific Railroad zu arbeiten. Später wurde er Mitarbeiter am Californian Assay Office. Für kurze Zeit arbeitete er in den MacKay Mines in Utah, bevor er wieder nach Kalifornien zurückkehrte. Dort ließ er sich in San Francisco nieder und verdiente seinen Lebensunterhalt als Börsenmakler. Während dieser Zeit begann Gunter erste Geschichten zu verfassen, war aber damit nicht erfolgreich.
1879 ging Gunter zurück nach New York und versuchte erneut als Schriftsteller zu reüssieren. Bald erlebte er seinen schriftstellerischen wie auch wirtschaftlichen Durchbruch. Gerüchten zufolge, sollen allein die Einnahmen seines Werks „Mr. Barnes of New York“ ausreichend genug gewesen sein, um sich den Verlag Home Publishing Company (East 14th Street, Nr. 3) zu erwerben.
Am 8. November 1886 heiratete Gunter in Manhattan Esther Elizabeth Burns (1852–1925), die Nichte von George M. Story. In den Jahren von 1905 bis 1907 war Gunter auch der verantwortliche Herausgeber der Zeitschrift „Gunter’s Magazine“.
Gunter starb zu Hause in Manhattan und fand seine letzte Ruhestätte auf dem Woodlawn Cemetery (Bronx). 18 Jahre später wurde dort auch seine Ehefrau beerdigt.

## Rezeption
Gunter verfasste 39 Romane und mehrere Theaterstücke. Einige Werke von ihm wurden von Hollywood verfilmt und seine Theaterstücke verfasste er oft zusammen mit Kollegen. In seinem Verlag veröffentlichte er viele seiner Werke, welche aber meist nur in sehr kleinen Auflagen erschienen.

## Werke (Auswahl)
Romane
- Mr. Barnes of New York. New York 1887.
  - Deutsch: Mr. Barnes von New York. Engelhorn, Stuttgart 1889 (übersetzt von Ferdinand Mangold).
  - Deutsch: Barnes von New York. Verlag „Die Heimat“, Berlin 1927 (2 Bände)
- Mr. Potter of Texas. New York 1888.
  - Deutsch: Mr. Potter aus Texas. Engelhorn, Stuttgart 1890 (übersetzt von Natalie von Rümelin-Oesterlen).
- That Frenchman! New York 1889.
- Small boys in big boots. A story for children of all ages. New York 1890.
- Miss Nobody of nowhere. New York 1890.
  - Deutsch: Miss Niemand. Engelhorn, Stuttgart 1892 (2 Bände, übersetzt von Ferdinand Mangold)
- Miss Dividends. New York 1890.
- Baron Montez of Panama and Paris. New York 1893.
- A Florida enchantment. New York 1892 (zusammen mit Fergus Redmond)
- Adventures north and south and east and west. New York 1894

1. A princess in Paris.
2. The king's stockbroker.

- THe first of the English, New York 1895.
- Her senator. New York 1896.
- Susan Turnbull or The power of woman. New York 1897.
- Jack Curzon. New York 1898.
- A manufacturer's daughter or Tangled flags. London 1902.
- Deacon and actress. London 1902.
- The man behind the door. New York 1904.
- Prince Karl. Novelized from the play. New York 1907.
- The princess of copper. New York 1909.

Sammlungen
- Die Stecknadel im Heuhaufen. Amerikanische Detektivgeschichten. C. Henschel Verlag, Berlin 1914.
- Nächte des Grauens. Amerikanische Detektivgeschichten. C. Henschel Verlag, Berlin 1928.

Theaterstücke
- Found the true vein. New York 1872.
- Two nights in Rome. New York 1880.
- Fresh, the American. New York 1881
- Prince Karl. New York 1886.
- My official wife. New York 1900.

## Verfilmungen
- Maurice Costello (Regie): Mr. Barnes of New York – USA 1914 (nach dem gleichnamigen Roman)
  - Remake: Victor Schertzinger (Regie): Mr. Barnes of New York – USA 1922 (nach dem gleichnamigen Roman)
- Sidney Rankin Drew (Regie): A Florida Enchantment – USA 1914 (nach dem gleichnamigen Roman)
- Wally Van (Regie): The man behind the door – USA 1914 (nach dem gleichnamigen Roman)
- Theodore Marston (Regie): The surprises of an empty hotel – USA 1916 (nach dem Roman „The princess of copper“)
- Fred Thomson (Regie): The man of mystery – USA 1917 (nach dem gleichnamigen Roman)
- Leopold Wharton (Regie): Mr. Potter of Texas – USA 1922 (nach dem gleichnamigen Roman)
- Paul Ludwig Stein (Regie): Meine offizielle Frau – USA 1926 (nach dem Theaterstück „My official wife“)